# رزم‌ناو کلاس رنون
بتل‌کروزر کلاس رنون (به انگلیسی: Renown-class battlecruiser) یک کلاس از کشتی است که طول آن ۷۵۰ فوت ۲ اینچ (۲۲۸٫۷ متر) می‌باشد.